# Landesstraße 48 (Brandenburg)
Die Landesstraße 48 (L 48) ist eine rund 25 Kilometer lange Landesstraße im Süden Brandenburgs.
Sie beginnt in Spremberg und endet an der A 15 bei Roggosen, wo sie in die B 97/B 168 Richtung Guben/Beeskow/Cottbus übergeht.

## Verlauf
Die L 48 verbindet die Orte Spremberg, Weskow, Groß Luja, Bloischdorf-Kolonie, Wadelsdorf, Hornow, Hornow-Vorwerk, Bohsdorf-Vorwerk und Gablenz mit der Bundesautobahn A 15 bei Roggosen, wo sie anschließend in die B 97/B 168 nach Guben/Beeskow übergeht. Die B 97 und B 168 liegen für knapp 2 km auf einer gemeinsamen Trasse.

## Geschichte
Die L 48 war bis 2004 die Verbindungsstraße zwischen Spremberg und Forst. Sie wurde bereits im Jahr 1885 gebaut. Durch mehrere Umstufungen von Straßen in der Niederlausitz im Jahr 2004 war auch die L 48 davon betroffen. Die L 48 blieb von Spremberg bis Bohsdorf-Vorwerk erhalten. Die alte L 48, die über Groß Kölzig nach Forst verlief, wurde zur B 115 aufgestuft. Die B 115 von Bohsdorf-Vorwerk an bis zur A 15 bei Roggosen wurde zur L 48 abgestuft.
Im Frühjahr 2018 wurde an der L 48 zwischen Wadelsdorf und Bohsdorf Vorwerk eine Obstbaumallee angepflanzt.

## Ausbau
Im Jahr 2004/2005 wurde das Teilstück der alten B 115 von Bohsdorf Vorwerk bis zur A 15 größtenteils Dreispurig ausgebaut.